# 双桥镇 (南充市)
双桥镇，是中华人民共和国四川省南充市顺庆区下辖的一个乡镇级行政单位。2019年9月，撤销永丰镇和龙桂乡，将其所属行政区域划归双桥镇管辖。

## 行政区划
双桥镇下辖以下地区：
黄楝沟村、乔家湾村、官二沟村、膏子沟村、白鹤沟村、袁家沟村、新场垭村、大磨湾村、彭屋村和马鸣垭村、龙桂村、何家店村、文家坝村、五通山村、九岭山村、苏家店村、乡青岩寺村、彭家坝村、三河口村、田家坝村、锣打山村、张拔山村和火盐岩村、永丰村、作坊嘴村、玉皇岭村、黄土观村、庙山岭村、太阳山村、打锣山村、芙蓉寺村、临江寺村、老虎嘴村、桑树湾村、李朝沟村和长桥村。